# Бібліотека Сіднейського університету

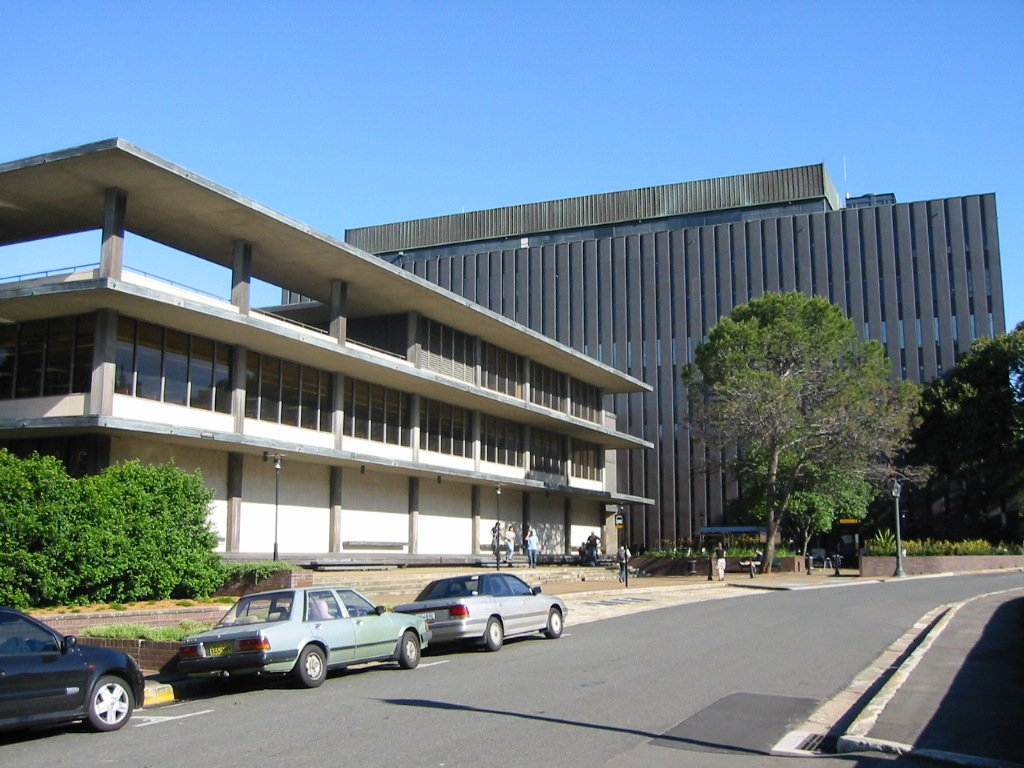
Бібліотека Фішера — головний корпус Бібліотеки Сіднейського університету

Бібліотека Сіднейського університету (англ. University of Sydney Library) — найбільша бібліотека Австралії та всієї Південної півкулі (фонди — 5,1 млн томів). Бібліотека складається з 20 філій, що розташовані в 9 різних приміщеннях кампусу. Головний корпус — Бібліотека Фішера (англ. Fisher Library) названа на честь Томаса Фішера, який сприяв розбудові бібліотеки. У фондах бібліотеки є низка рідкісних видань, наприклад дві копії Барнабаського євангелія та перше видання праці Ісаака Ньютона «Philosophiae Naturalis Principia. Mathematica.»